# Гаскелл, Питер
Питер Гаскелл (точные дата рождения и смерти неизвестны, жил с XVIII по XIX век) — английский врач и философ.

## Биография
Родился Питер Гаскелл в XVIII веке. Являлся либералом и буржуазным публицистом. Хотел остановить техническую революцию в процессе развития производства и тем самым сгладить классовые противоречия между пролетариатом и буржуазией.
Скончался Питер Гаскелл в XIX веке.

## Научные работы
Питер Гаскелл в своих работах отмечал, что дальнейшее развитие капитализма вело к росту неблагополучия трудящихся.
- Gaskell P. Artisans and machinery the moral and physical condition of the manufacturing population considered with reference to mechanical substitutes for human labour. London. 1836. — 438 p.